# عمر برادلي
الجنرال عمر نيلسون برادلي (12 فبراير، 1893 – 8 أبريل، 1981)، ضابط كبير في جيش الولايات المتحدة خلال فترة الحرب العالمية الثانية وما بعدها. كان برادلي الرئيس الأول لهيئة الأركان المشتركة، وأشرف على صياغة السياسة العسكرية للولايات المتحدة في الحرب الكورية.
وُلد في مقاطعة راندولف بولاية ميزوري وعمل صانع غلايات قبل دخوله الأكاديمية العسكرية للولايات المتحدة في ويست بوينت. تخرج من الأكاديمية في عام 1915 جنبًا إلى جنب مع دوايت آيزنهاور، وذلك في جزء من «الصف الذي اكتسى بالنجوم». خلال الحرب العالمية الأولى، حرس برادلي مناجم النحاس في مونتانا. وبعد الحرب، علّم برادلي في ويست بوينت وخدم بأدوار أخرى قبل أن يتولى منصبًا في وزارة الحرب بقيادة الجنرال جورج مارشال. في عام 1941، أصبح برادلي قائدًا لمدرسة مشاة جيش الولايات المتحدة. وبعد دخول الولايات المتحدة الحرب العالمية الثانية، أشرف برادلي على تحول فرقة المشاة الثانية والثمانين إلى أول فرقة أميركية جوية. تلقى أول قيادة على خط المواجهة في عملية الشعلة تحت قيادة الجنرال جورج إس باتون في شمال أفريقيا. أُعيد تعيين باتون، وبعد ذلك، قاد برادلي الفيلق الثاني في حملة تونس وغزو صقلية. قاد أول جيش للولايات المتحدة خلال غزو نورماندي. وبعد اختراق نورماندي، تولى قيادة المجموعة الثانية عشر لجيش الولايات المتحدة، التي تألفت في نهاية المطاف من 43 فرقة و1.3 مليون رجل، وهي أكبر هيئة من الجنود الأميركيين الذين يخدمون تحت قيادة قائد ميداني واحد على الإطلاق.
بعد الحرب، ترأس برادلي وزارة شؤون المحاربين القدامى. أصبح رئيس أركان جيش الولايات المتحدة في عام 1948، ورئيس هيئة الأركان المشتركة في عام 1949. في عام 1950، رُقّي برادلي إلى رتبة جنرال في الجيش، فأصبح آخر تسعة أشخاص ترقوا إلى رتبة من خمسة نجوم في القوات المسلحة للولايات المتحدة. كان الضابط العسكري الأكبر عند بداية الحرب الكورية، ودعم سياسة الاحتواء في وقت الحرب للرئيس هاري إس ترومان. كان فعالًا في إقناع ترومان بإقالة الجنرال دوغلاس ماك آرثر في عام 1951 بعد أن قاوم ماك آرثر محاولات الإدارة لتقليص الأهداف الاستراتيجية للحرب. ترك برادلي الخدمة الفعلية في عام 1953 (وذلك على الرغم من بقائه في «التقاعد الفعال» 27 عامًا تالية)، ثم تابع خدمته في الأدوار العامة والتجارية حتى فارق الحياة في عام 1981.

## نشأته وتعليمه
وُلد برادلي في الفقر في مقاطعة راندولف الريفية في ولاية ميزوري بالقرب من موبرلي، وكان أبوه المعلم المدرسي جون سميث برادلي (1868 - 1908)، أما والدته فهي ماري إليزابيث هوبارد (1875 – 1931). سُمي برادلي على اسم عمر دي غاري الذي كان رئيس تحرير صحيفة محلية أحبها والده، وعلى اسم الدكتور جيمس نيلسون الذي كان طبيبًا محليًا. كان أميركيًا بريطانيًا، وهاجر أسلافه من بريطانيا العظمى إلى كنتاكي في منتصف العقد الأول من القرن الثامن عشر. ارتاد على الأقل ثماني مدارس ريفية حيث عمل والده. لم يجنِ برادلي الأب في حياته أكثر من 40 دولار شهريًا وهو يعلم في مدرسة ويزرع. لم تملك العائلة عربة أو حصانًا أو ثورًا أو بغلًا. اكتسب عمر حب الكتب والبيسبول والرماية من والده الذي فارق الحياة عندما كان عمر في سن الخامسة عشر. انتقلت والدته إلى موبرلي ميزوري وتزوجت مرة ثانية. تخرّج برادلي من المدرسة الثانوية في موبرلي في عام 1910، وكان طالبًا ورياضيًا مميزًا في فرق السباق والبيسبول. عمِل برادلي صانع غلايات بأجر قدره 17 سنت في الساعة في سكة واباش الحديدية عندما شجعه مدرسه في مدرسة الأحد في الكنيسة المسيحية المركزية في موبرلي ليتقدم إلى اختبار القبول للأكاديمية العسكرية للولايات المتحدة في ويست بوينت في نيويورك. كان برادلي يدخر ماله للدخول إلى جامعة ميزوري في كولومبيا، إذ أراد دراسة القانون. حصل على المركز الثاني في اختبارات تحديد المستوى في جيفرسون باراكس ميليتاري بوست في سانت لويس في ميزوري. لم يتمكن الفائز في المركز الأول من قبول تعيين الكونغرس، وعلى أي حال، انتقل الترشيح إلى برادلي في أغسطس عام 1911.

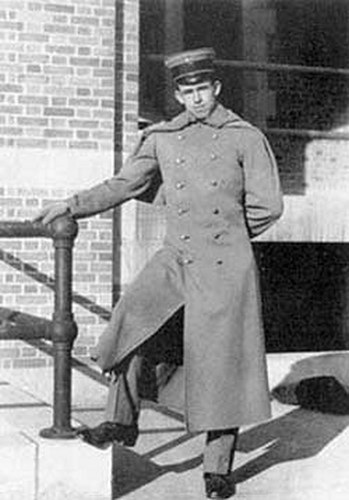
عمرأثناء دراسته بواست بوينت.

بينما كان برادلي في الأكاديمية، منعه حبه الشديد للرياضات من تحقيق التميز الأكاديمي، علمًا بأنه كان في المركز الرابع والأربعين من صف فيه 164 شخصًا. كان نجم بيسبول، وشارك في غالب الأحيان مع فرق شبه احترافية دون مقابل (للتأكيد على أهليته في تمثيل الأكاديمية). كان يعتبر واحدًا من أفضل لاعبي الكلية في الأمة خلال مواسم المبتدئين والكبار في ويست بوينت، واشتهر بأنه ضارب قوي ولاعب دفاع، وكانت ذراعه من أفضل الأذرع في ذلك الوقت. رفض العديد من العروض للعب البيسبول بشكل احترافي واختار أن يتابع مسيرته الحربية. أصبح برادلي ماسونيًا في عام 1923 بينما كان يعمل مدربًا، وأصبح عضوًا في ويست بوينت لودج رقم 877 في هايلاند فولز في نيويورك حتى فارق الحياة. نشأت زوجته الأولى ماري كوايلي على بعد شارع عنه في موبرلي، وكانت الابنة اليتيمة لرئيس الشرطة الشهير في المدينة. ارتاد الزوجان الكنيسة المسيحية المركزية ومدرسة موبرلي الثانوية مع بعضهما. لقد صُوّرا مقابل بعضهما على كتاب ثانوية موبرلي السنوي لعام 1910، ذا سالوتار، على الرغم من أنهما لم يتواعدا في المدرسة الثانوية. حملت صورته شعار «الحسابي» وصورتها «اللغوي». حصل على درجة جامعية في التربية. اعتُبر برادلي ابن موبرلي المفضل، واعتبر برادلي موبرلي مسقط رأسه ومدينته الأفضل في العالم طيلة حياته. إذ واظب على زيارتها طيلة حياته، وكان عضوًا في نادي موبرلي روتاري، وشارك بانتظام في سباقات العدل والتكافؤ ضمن نادي بلدة موبرلي، وكان لديه «مقصورة مخصصة باسمه» في الكنيسة المسيحية المركزية.

## ويست بوينت وأوائل المسيرة المهنية العسكرية
في ويست بوينت، لعب برادلي مدة ثلاث سنوات في البيسبول الجامعي في فريق عام 1914، الذي أصبح كل لاعب باقٍ منه في الجيش جنرالًا. تخرج من ويست بوينت في عام 1915 من صف احتوى العديد من جنرالات المستقبل، وهو الصف الذي سماه المؤرخون العسكريون «الصف الذي اكتسى بالنجوم». كان رقم تخرج برادلي من الأكاديمية 5356. كان هناك 59 ضابطًا برتبة فريق أول في صف التخرج ذاك، ومن بينهم حصل برادلي ودوايت دي آيزنهاور على رتبة جنرال في الجيش وأصبح آيزنهاور الرئيس الرابع والثلاثين للولايات المتحدة. ومن بين الآخرين الكثر كان جوزيف تي ماكنارني وهنري أوراند وجيمس فان فليت وستارفورد ليروي إيروين وجويف ماي سوينغ وبول جي ومولير وشارل دبليو رايدر وليلاند هوبس وفيرنون بريتشارد وجون بي ووغان وروسكو بي وودراف وجون فرينش كونكلين ووالتر دبليو هيس وإيدوين أي زونديل. كان برادلي ضابطًا مفوضًا برتبة ملازم ثاني في فرع مشاة جيش الولايات المتحدة وعُين لأول مرة في فوج المشاة الرابع عشر. خدم على الحدود بين المكسيك والولايات المتحدة في عام 1915. وعندما دخلت الولايات المتحدة في الحرب العالمية الأولى في أبريل عام 1917، رُقّي إلى رتبة نقيب وأُرسل لحراسة مناجم النحاس في بوتي، مونتانا. انضم برادلي إلى فرقة المشاة التاسعة عشرة في أغسطس عام 1918 التي كان من المخطط نشرها في أوروبا، لكن وباء الإنفلونزا والهدنة مع ألمانيا اعترضا الأمر.

## عمله العسكري

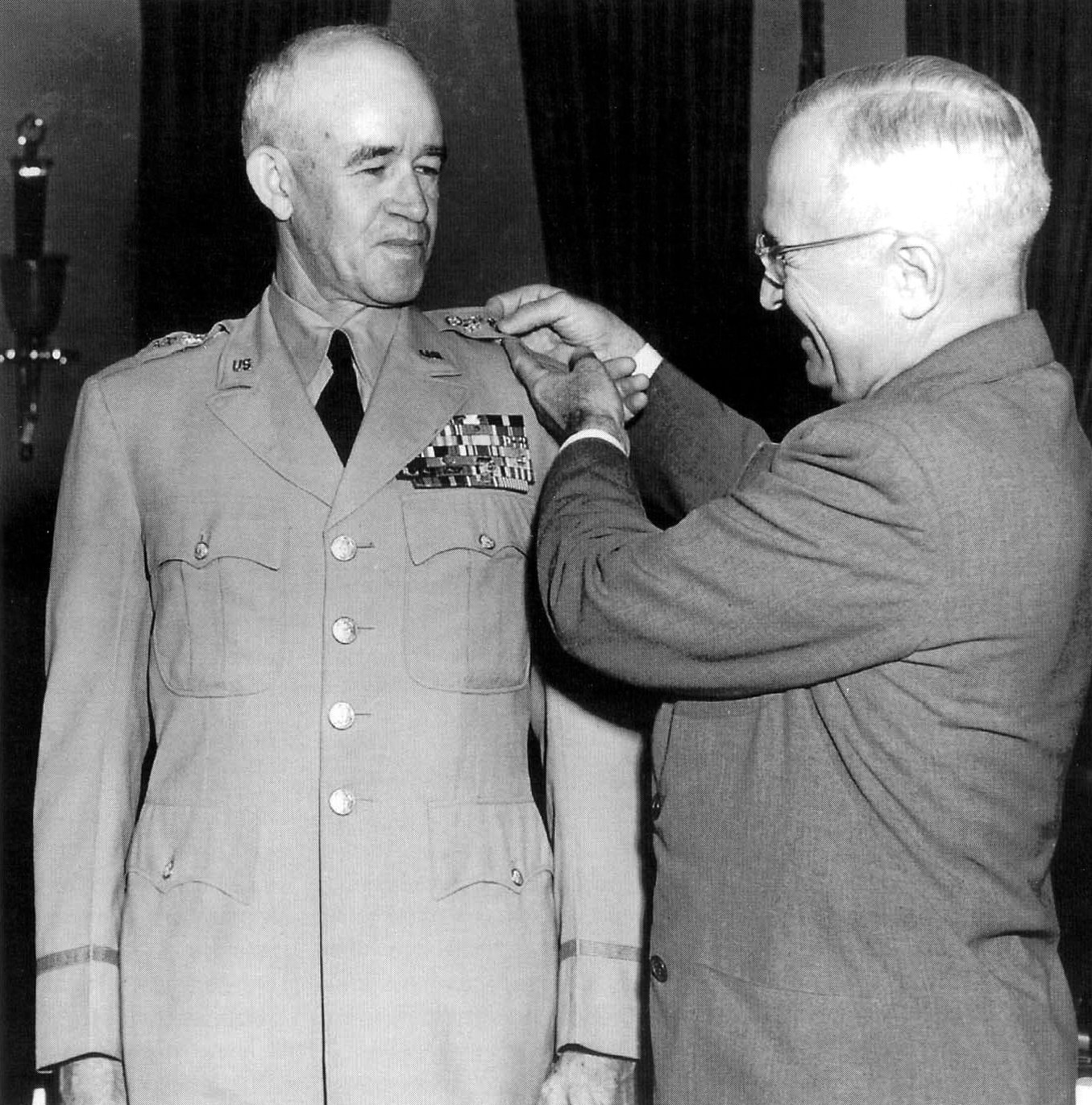
الرئيس الأمريكي هاري ترومان يقلد الجنرال برادلي شعار الخمس نجمات

عمل خلال فترة ما بين الحربين مدرسًا للرياضيات بأكاديمية ويست بوينت ونال عدة ترقيات في صفوف الجيش وقد شغل منذ يونيو 1942 منصب قائد الفرقة ال28 مشاة.
بدأ قتاله في الحرب العالمية الثانية في 1943 تحت إمرة دوايت أيزنهاور. عُيّن قائدا للجيش الثاني وقاده في المعارك النهائية لأبريل وماي 1943 بشمال أفريقيا ولعب أدوارا حساسة في معركة صقلية ومعركة نورمندي إذ قاد الفرقة 12 للجيوش التي تعد 900000 مقاتل وتمكن من بلوغ خط سيغفريد خَلال مَعْرَكة غَابَة هورَتِغن بَعدها توقف زحف الحلفاء عنده حتى دمر كليا في شهر مارس 1945.
شارك برادلي في قيادة معركة الأردين وقد تلقى خسائر كبيرة أثناء الهجوم المعاكس الألماني إلى أنه تمكن من عبور نهر الراين ومواصلة الزحف وتحقيق النصر.

## ما بعد الحرب
شغل مناصب قيادية في الجيش بعد الحرب ونال رتبة جنرال بخمس نجمات وهو خامس عسكري أمريكي يبلغ هذه الرتبة. منح التقاعد العسكري في 1953 بعد أن شارك في الحرب الكورية. نشر مذكراته في 1951 وقد هاجم فيها القائد البريطاني برنارد مونتغمري.
توفي في 1981 بتكساس، وقد سميت العربة المدرعة م2 برادلي باسمه وذلك تخليدا لذكراه.

## روابط خارجية
- عمر برادلي على موقع الموسوعة البريطانية (الإنجليزية)
- عمر برادلي على موقع مونزينجر (الألمانية)
- عمر برادلي على موقع إن إن دي بي (الإنجليزية)